# Przełęcz Angarska
Przełęcz Angarska (ukr. Ангарський перевал, krm. Anğara boğazı) – przełęcz o wysokości 752 m n.p.m. w Górach Krymskich, na trasie Symferopol-Ałuszta, najwyższy punkt tej trasy.
Na przełęczy znajduje się posterunek policji drogowej oraz przystanek trolejbusu linii Symferopol-Jałta. Przełęcz znajduje się w pobliżu jajły Czatyr-Dah, pod szczytem Angar-Burun. Jest węzłem wielu szlaków turystycznych.